# Menno Meyer

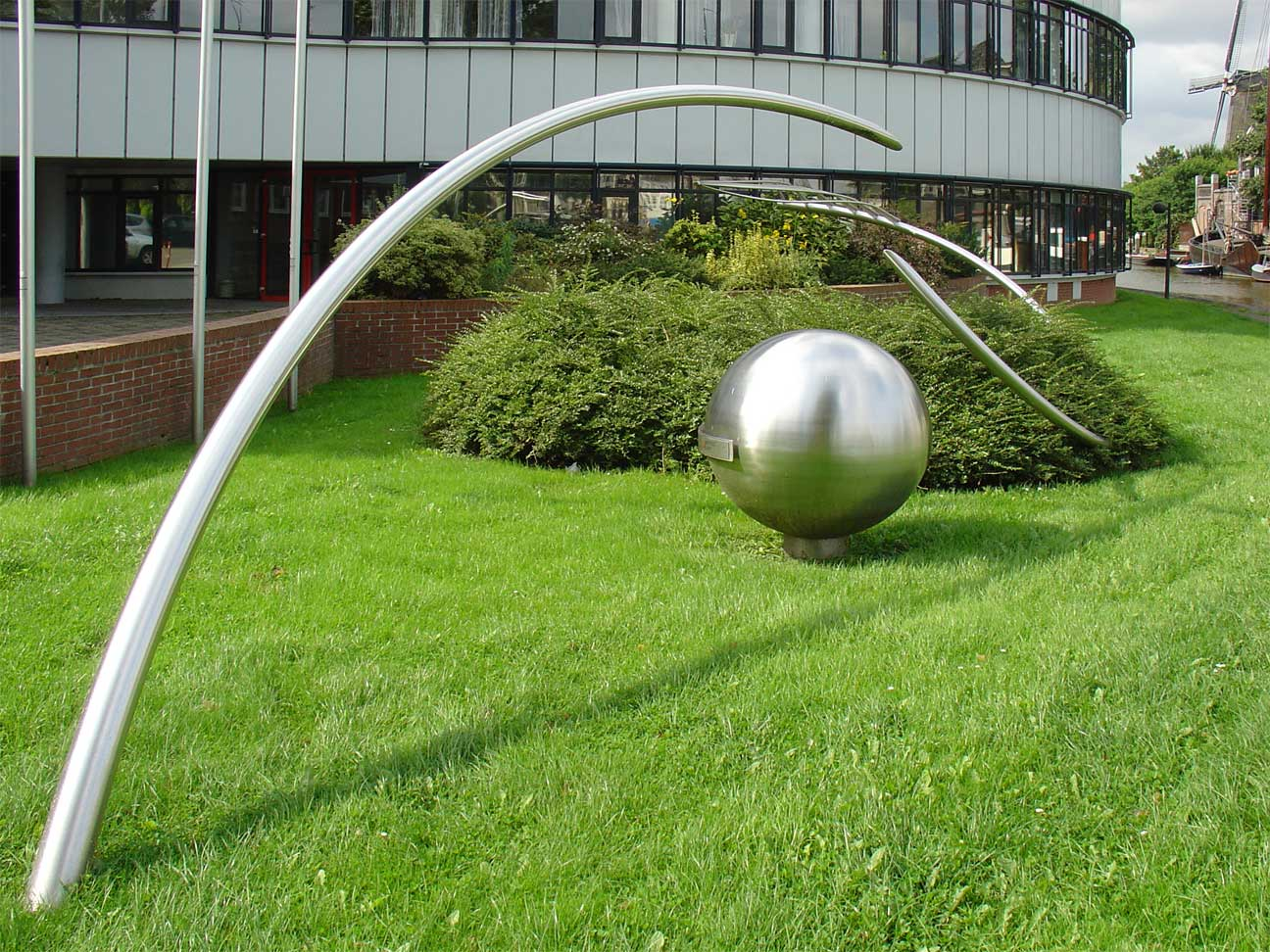
Zonder titel door Menno Meyer bij het hoofdkantoor van Croda in het Buurtje in Gouda (1989)

Menno Meyer (Rotterdam, 16 februari 1930 – Bodegraven, 30 september 2022) was een Nederlandse ontwerper, edelsmid en beeldhouwer.

## Leven en werk
Menno Meyer volgde een opleiding Goud- en Zilversmeden aan de Vakschool Schoonhoven en van 1954 tot 1956 een ontwerpopleiding aan de Fachhochschule Pforzheim in Duitsland. Meyer was in zijn uit Rotterdam afkomstige familie de zevende generatie metaalvormgevers. Zijn vader Henk Meijer werkte vooral met brons en alpaca en had een atelier met negen werknemers aan de Turfmarkt in Gouda. 
Na terugkeer uit Duitsland nam Meyer de leiding over van het familiebedrijf in Gouda om, in samenwerking met zijn partner Helma Winter, eigentijdse, radicale vernieuwingen door te voeren en te experimenteren met nieuwe vormgeving en materialen zoals messing, brons, emaille en later perspex, roestvrij staal en titanium.  
Hij behoorde al snel tot de groep toonaangevende edelsmeden die moderne expressieve sieraden uitbrachten. Zijn collecties werden twee keer per jaar op de Jaarbeurs in Utrecht gepresenteerd. Hij was succesvol mede dankzij zijn commerciële inzicht en zakelijk ondernemerschap. 
De veelzijdige, in Gouda werkende beeldend kunstenaar Meyer was succesvol als modern edelsmid, maar hij vervaardigde ook objecten in roestvrij staal en brons voor onder andere de publieke ruimte en het bedrijfsleven. Hij exposeerde regelmatig in binnen- en buitenland en opende zijn eigen Edelambachtshuis boven het atelier aan de Turfmarkt in Gouda. 
Meyer maakte een kunstwerk voor het in 1989 geopende nieuwe kantoor van het toenmalige Unichema in Gouda, de vroegere kaarsenfabriek, daarna onderdeel van Croda International en sinds juli 2022 onderdeel van Cargill. De bol symboliseert het mondiale, de boog de binnenkomende opdrachten en de boog met de tentakels de internationale contacten.
Een begenadigd wedstrijdzeiler en onderdeel van de preselectie voor Nederlandse zeilploeg voor de Olympische zomerspelen in Mexico 1968, maakte Meyer ook modern vormgegeven sieraden en prijzen voor de watersport die hij exposeerde op de HISWA in Amsterdam. 
Als veelgevraagd scheidsrechter voor de International Sailing Federation (ISAF) bezocht Meyer vele internationale zeilwedstrijden en introduceerde functioneel en kunstzinnig ontworpen "protest-sets" om het werk van protestcomités makkelijker te maken. 
Veel wisselprijzen van de hand van Meyer zijn nog steeds in gebruik, zoals voor de Sneekweek en Menno Meyer Corinthian European Trophy van de Melges 24 zeilklasse. Meyer's nautische objecten en reliefs sieren veel zeilverenigingen zoals de Roei- en Zeilvereniging Gouda.
Sinds 1973 had Meyer zijn galerie op een historische plek in Gouda, het zgn. "Tapijthuis", waar het eerste kasteel, een motte, van de heren Van der Goude heeft gestaan, direct aan de oude gracht om het kasteel, dat al voor 1300 werd afgebroken. 
Gedurende 49 jaar exposeerde Meyer aldaar zijn eigen werk, maar ook dat van andere kunstenaars waar Meyer een artistieke band mee had. De door Meyer in zijn galerie georganiseerde Kunstmarathons waren een toonaangevend en drukbezocht jaarlijks hoogtepunt in de Goudse expositiekalender.   
Geïnspireerd door de klimaatcrisis, begon Meyer vanaf 2019 met het vervaardigen van objecten en doeken met hergebruikte materialen zoals staal. Deze objecten waren december 2019 te zien op Meyers Expositie More is Less bij de Kunststichting Firma Van Drie in Gouda.
Menno Meyer overleed op 30 september 2022 in zijn slaap op 92-jarige leeftijd.
Meyer ontwierp diverse prijzen en trofeeën, zoals
- De Randstad Jazz Prijs vanaf 1984
- De Coornhertpenning t.b.v. de uitreiking van de Coornhertprijs van 1990 t/m 1998
- De Schout & Schepenen Bokaal t.b.v. een zeilrace van burgemeesters en wethouders in het zuidelijke deltagebied
- De Solo Challenge award voor solozeilers
- De RVS Plaquette voor zeilers in de valkenklasse
- De Kunstmomenttrofee in Gouda

## Prijzen
- Gouden medaille in München, 1963
- De Gulden Vorm (2x) in Utrecht, 1963, 1967
- Het Design Certificaat op de World Silver Fair in Mexico, 1974

## Werk in openbare collecties (selectie)

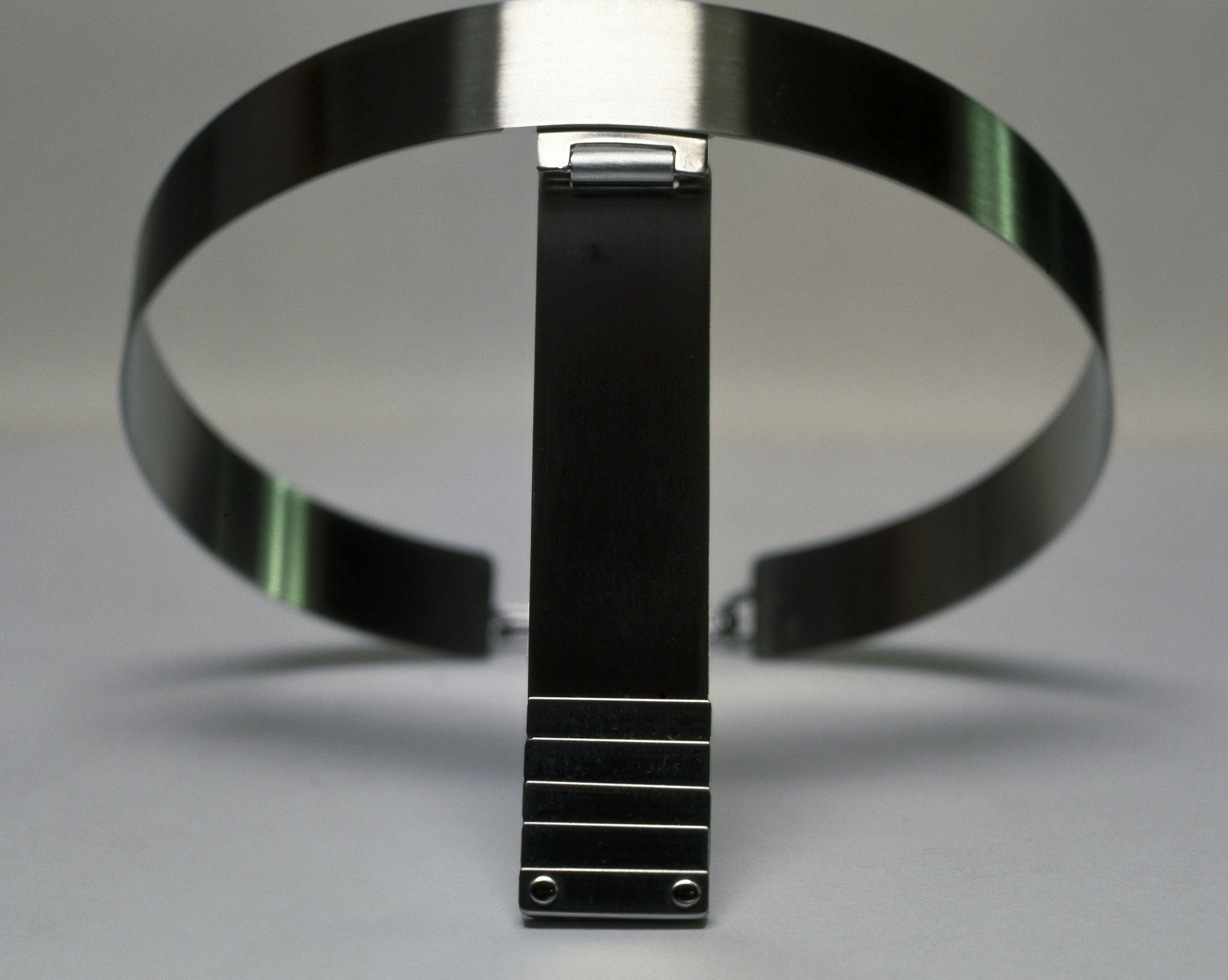
Beugel, roestvrij staal, ca. 1970
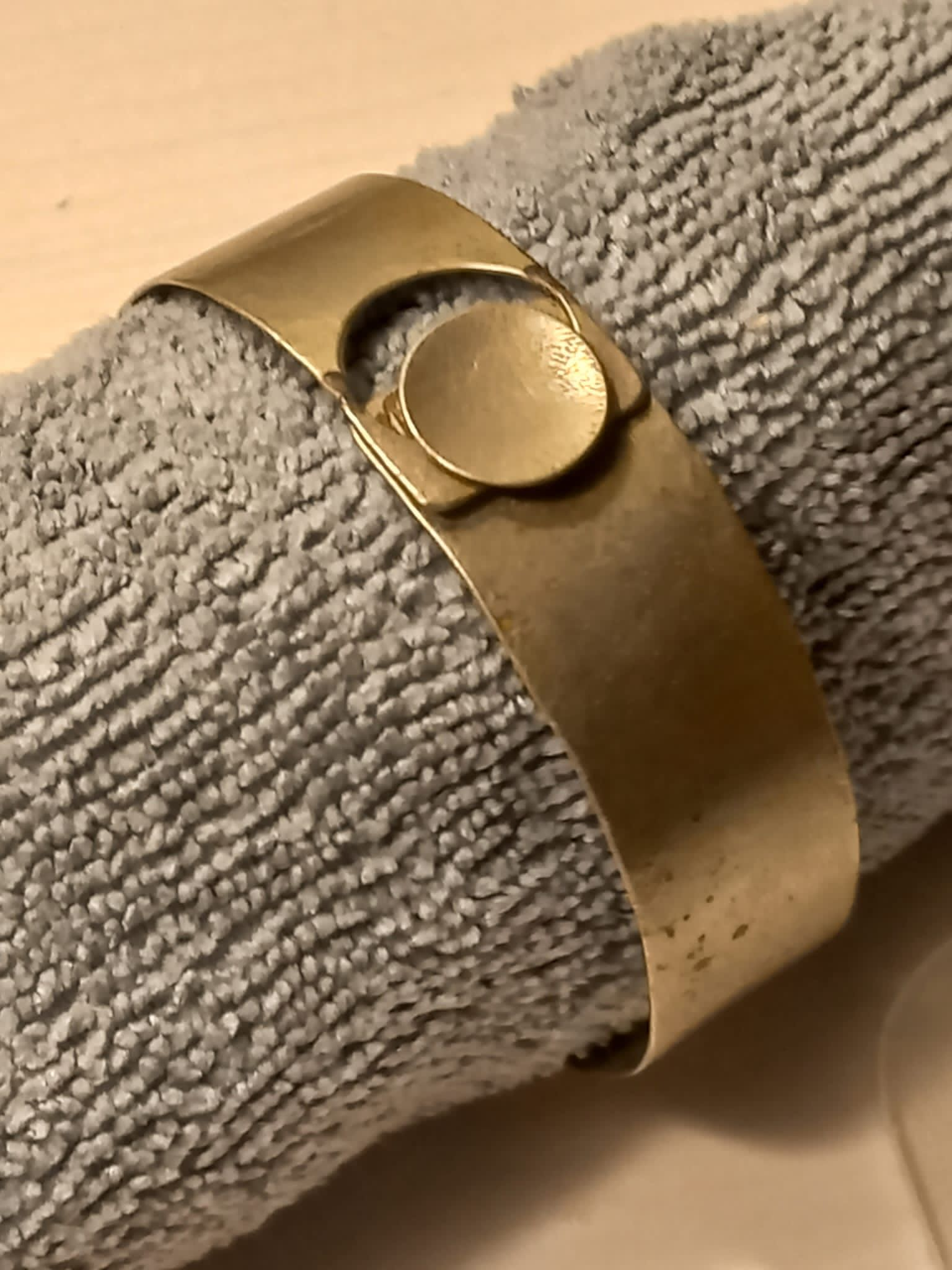
Armband verguld messing, ca. 1970
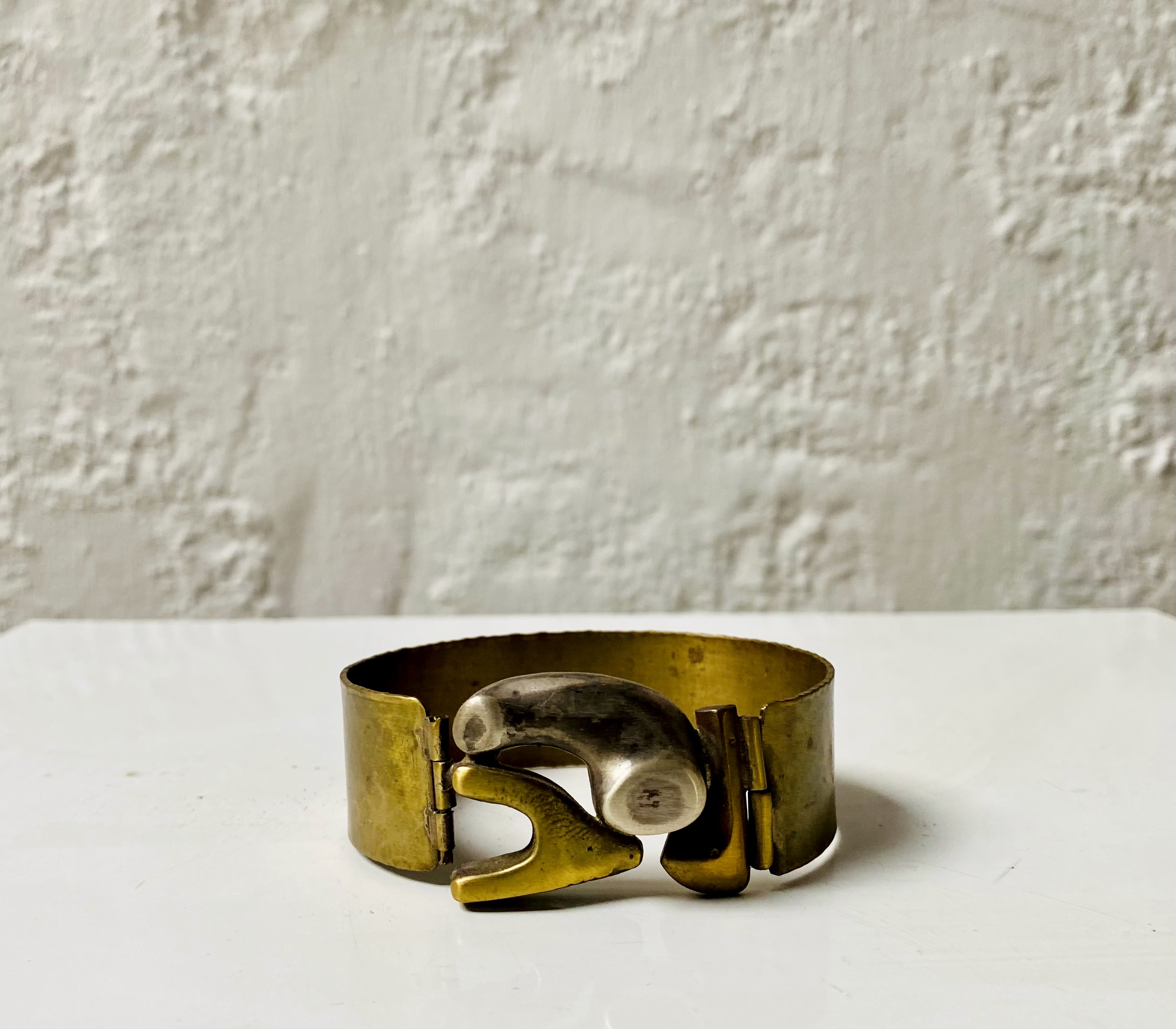
Armband brons, ca. 1972
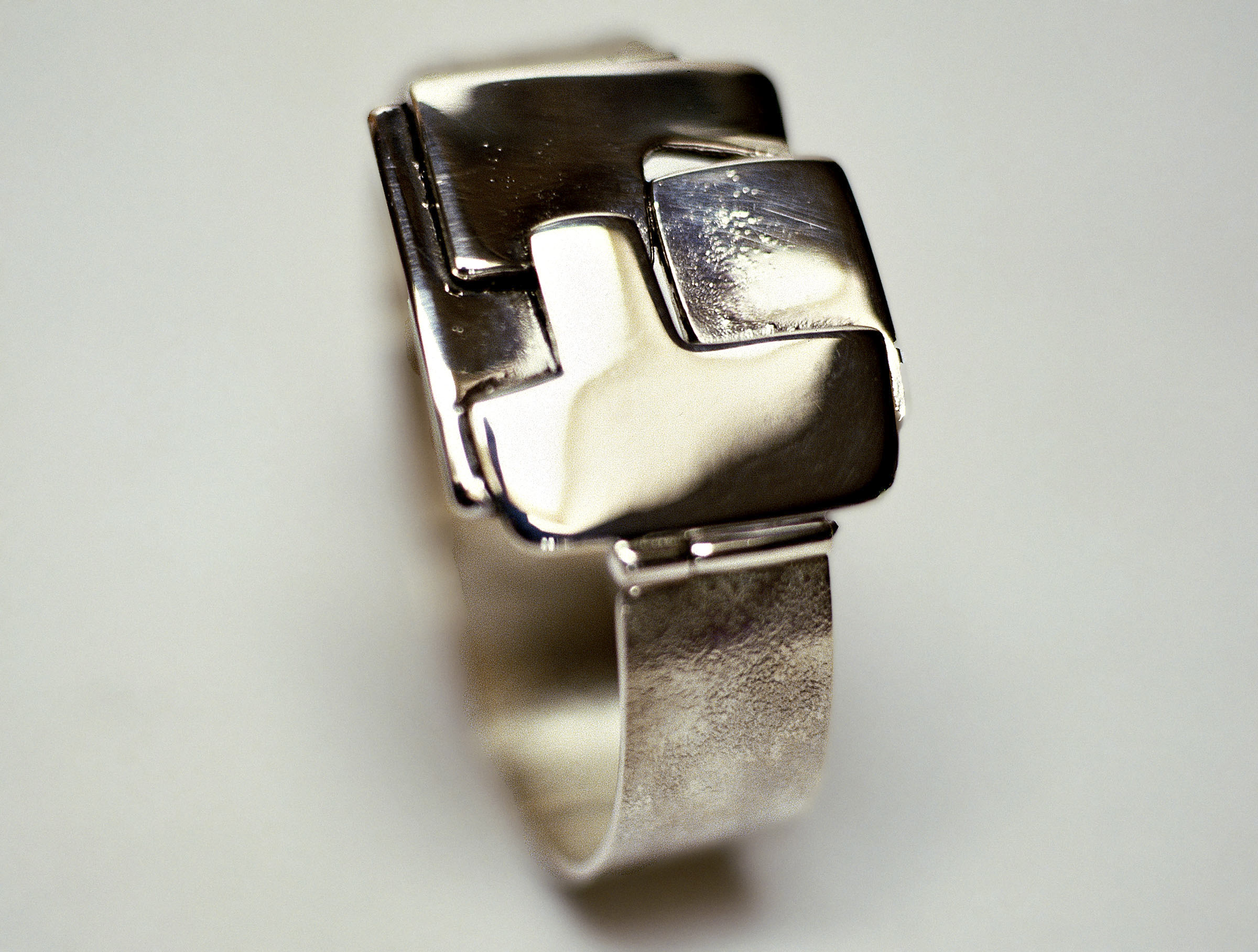
Armband zilver, ca. 1972
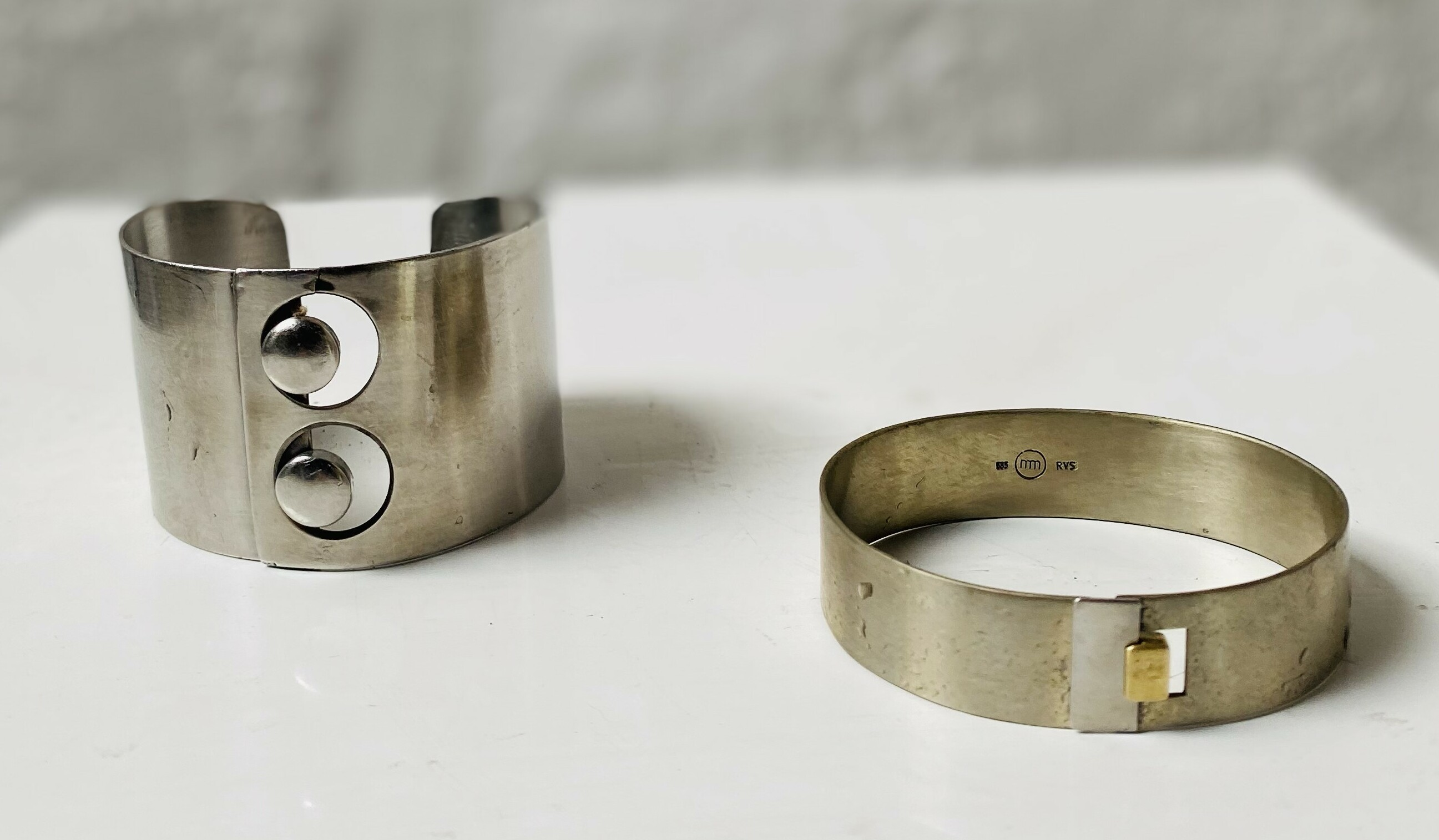
Sieraden set zilver/brons, ca. 1980
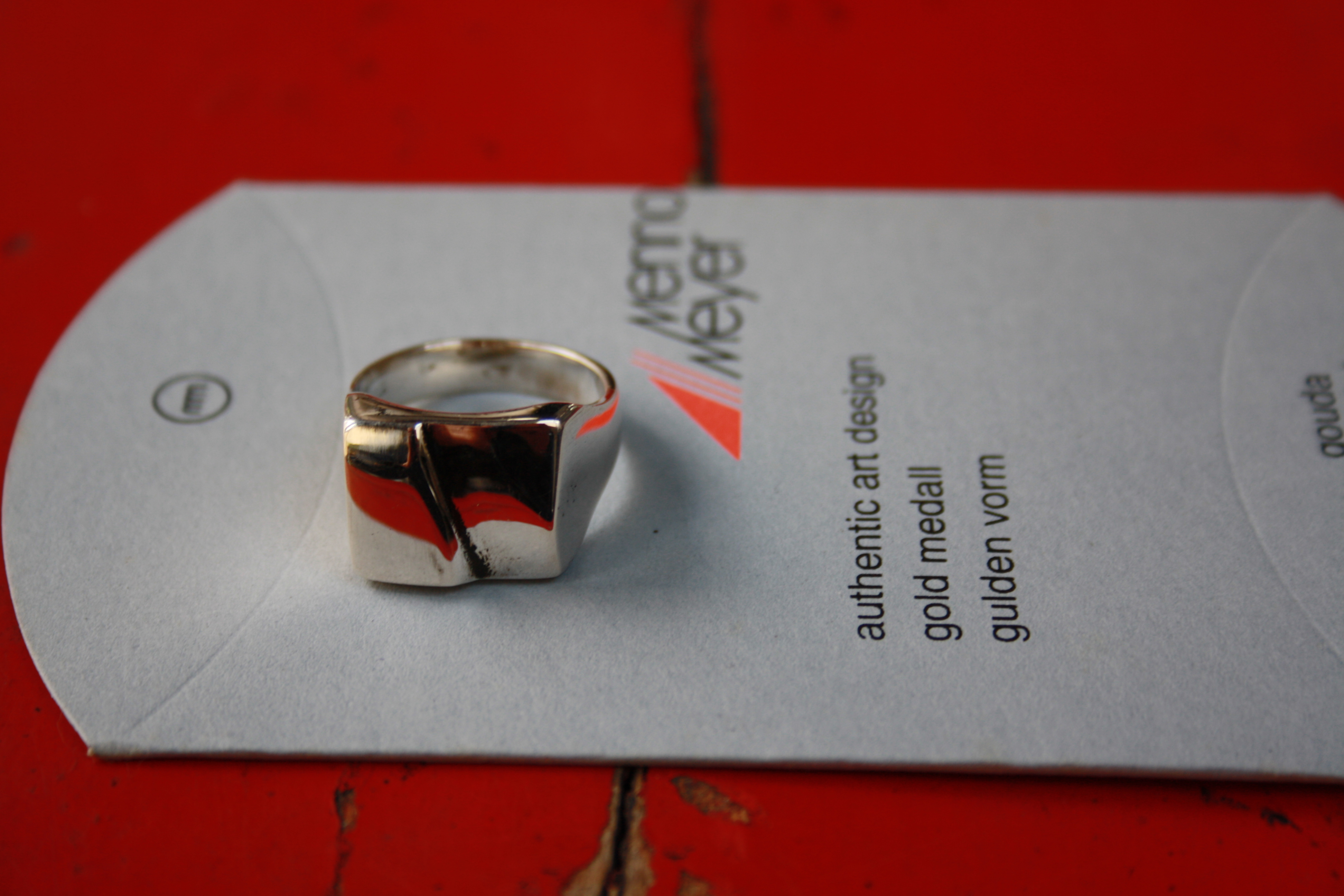
Ring zilver, ca. 1987
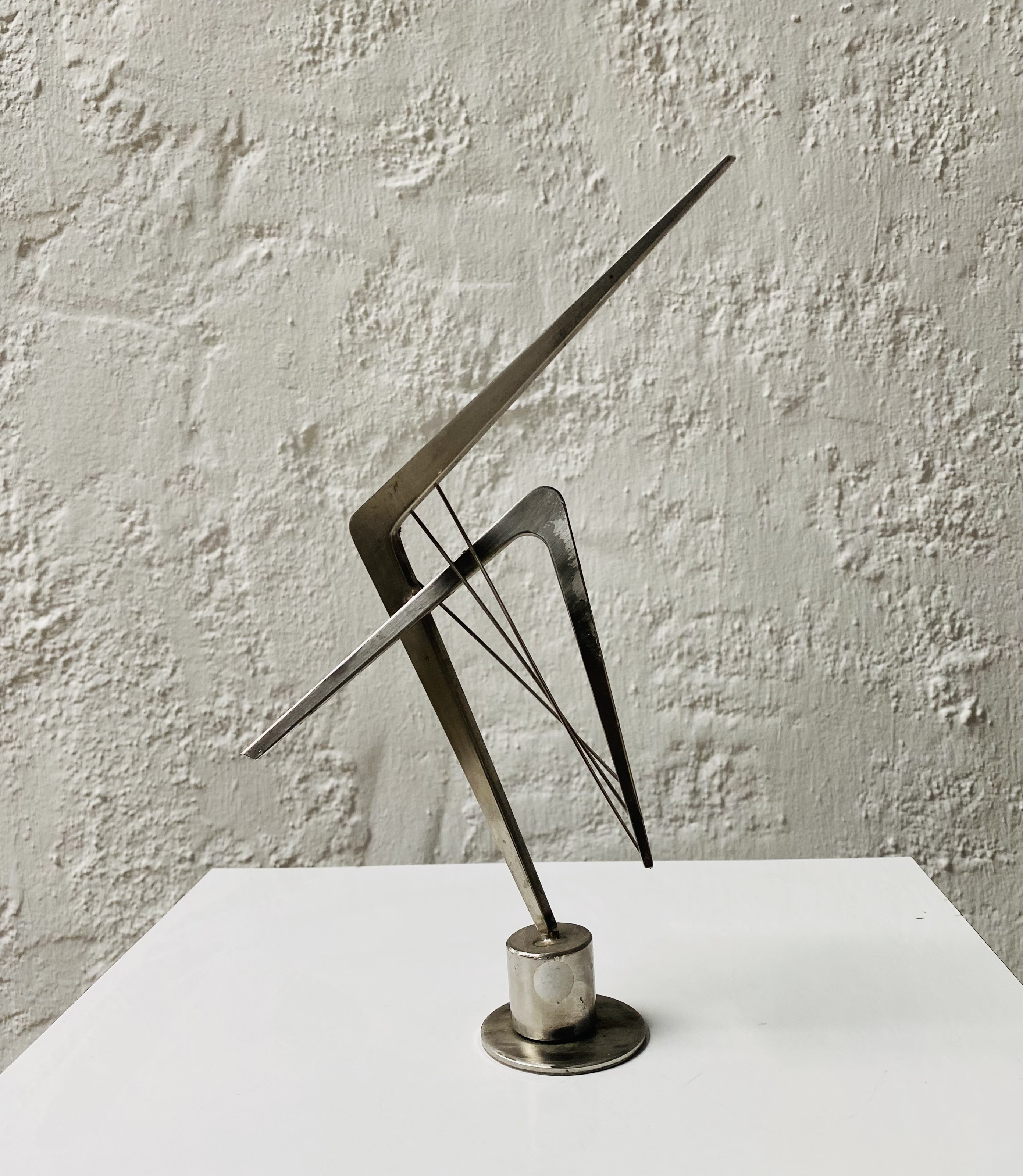
Metaalplastiek, ca. 1995
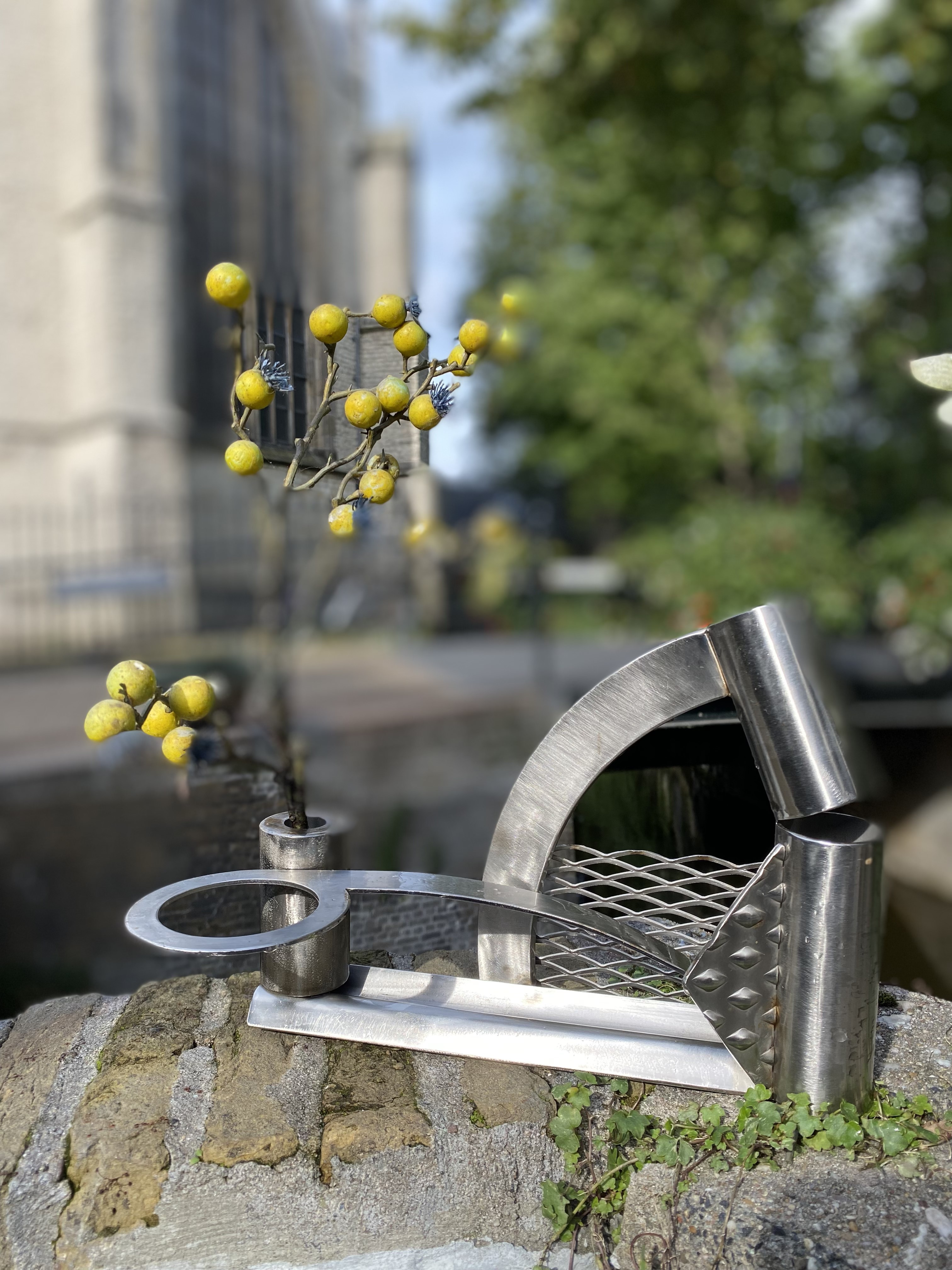
Bloemsculptuur, ca. 2010
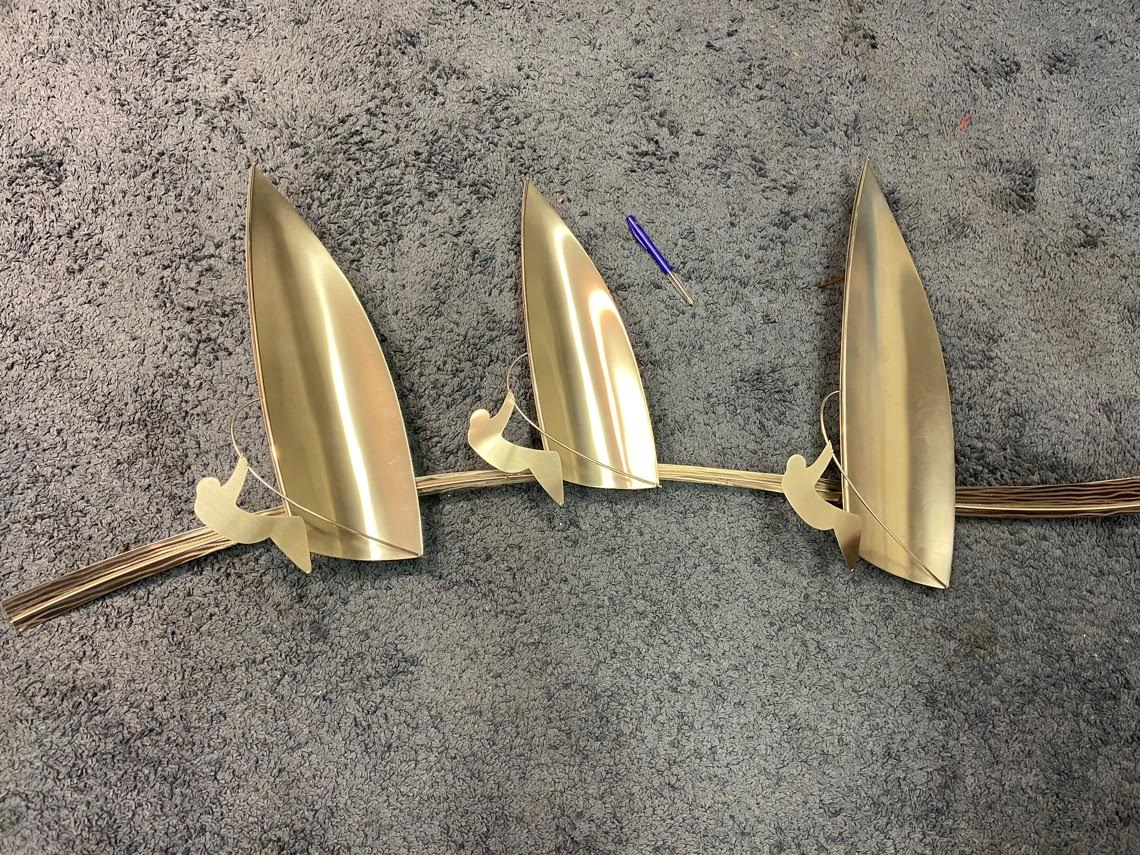
Zeilrelief, ca. 1995
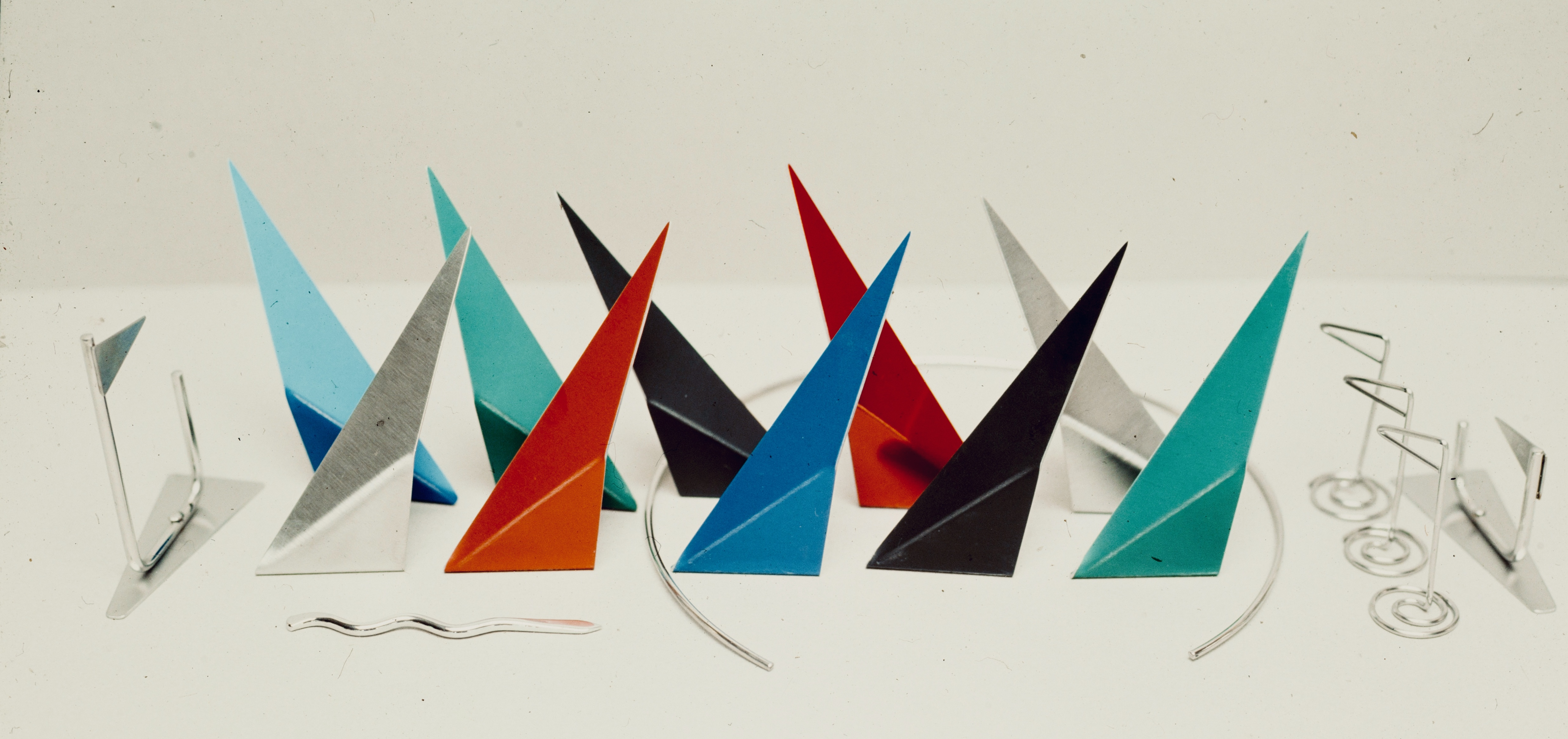
Protest-set voor zeilwedstrijden, ca. 1995
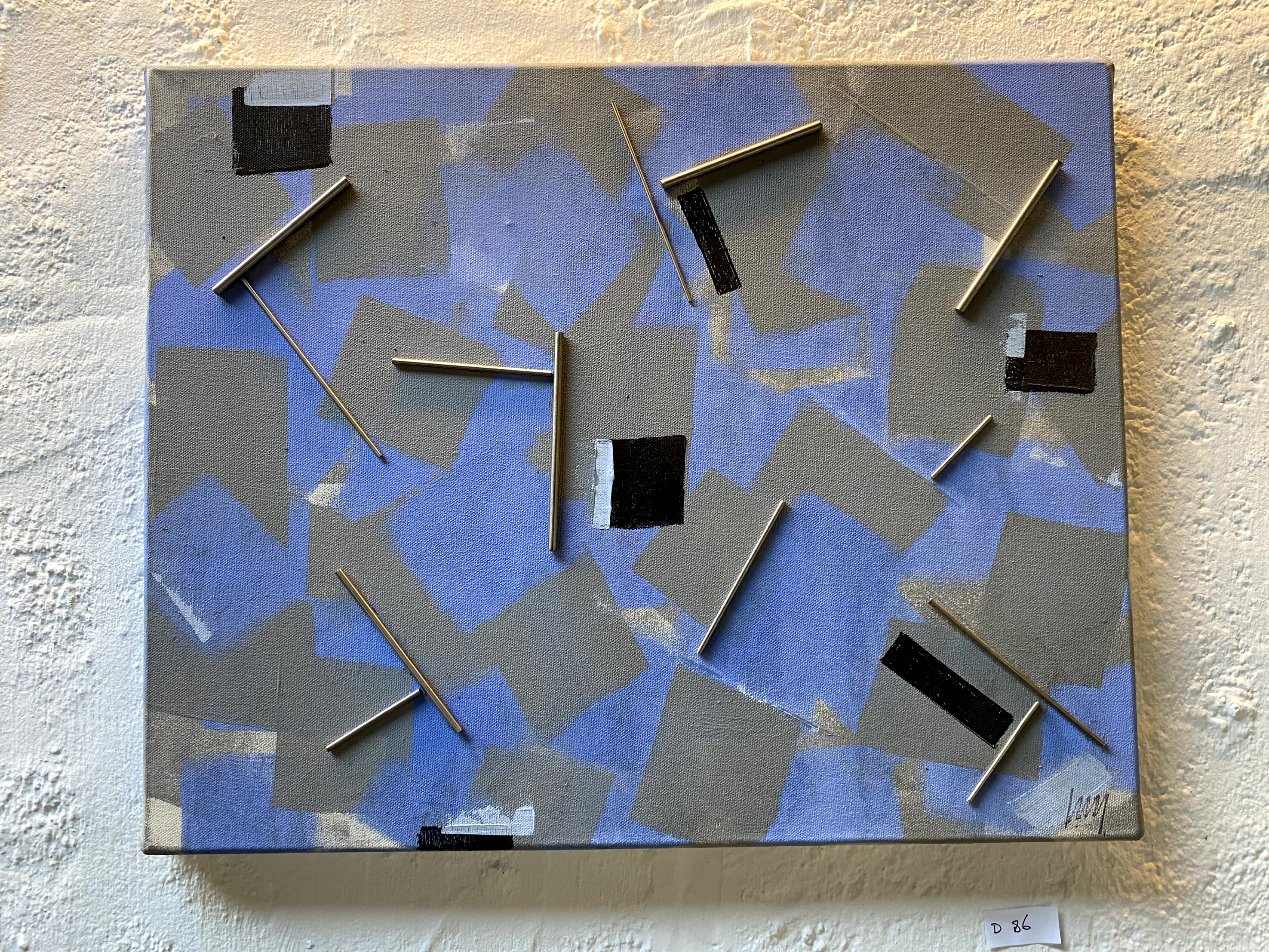
Doek met metaalstrips, ca. 2020
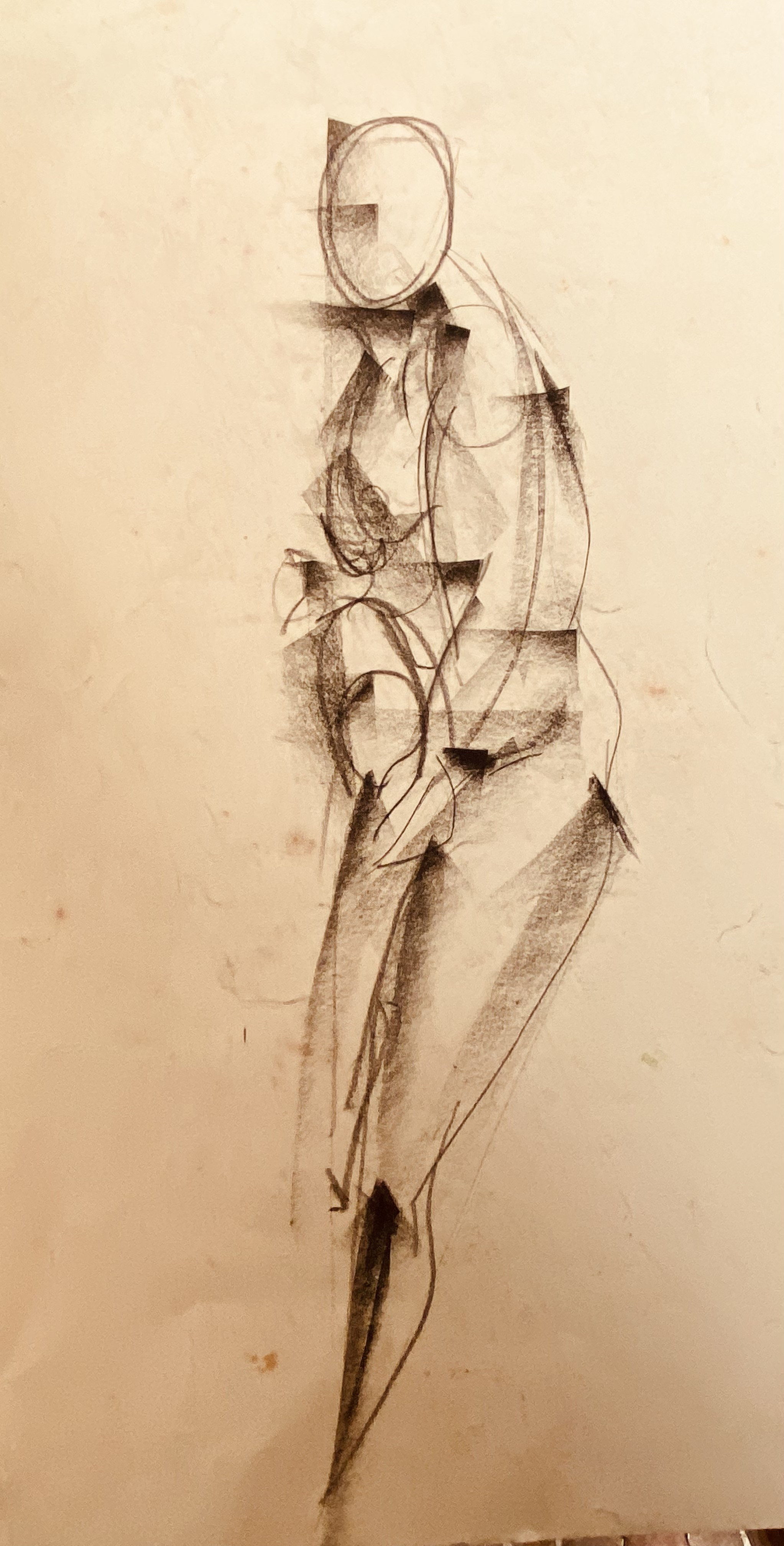
Houtskoolschets, ca. 1965
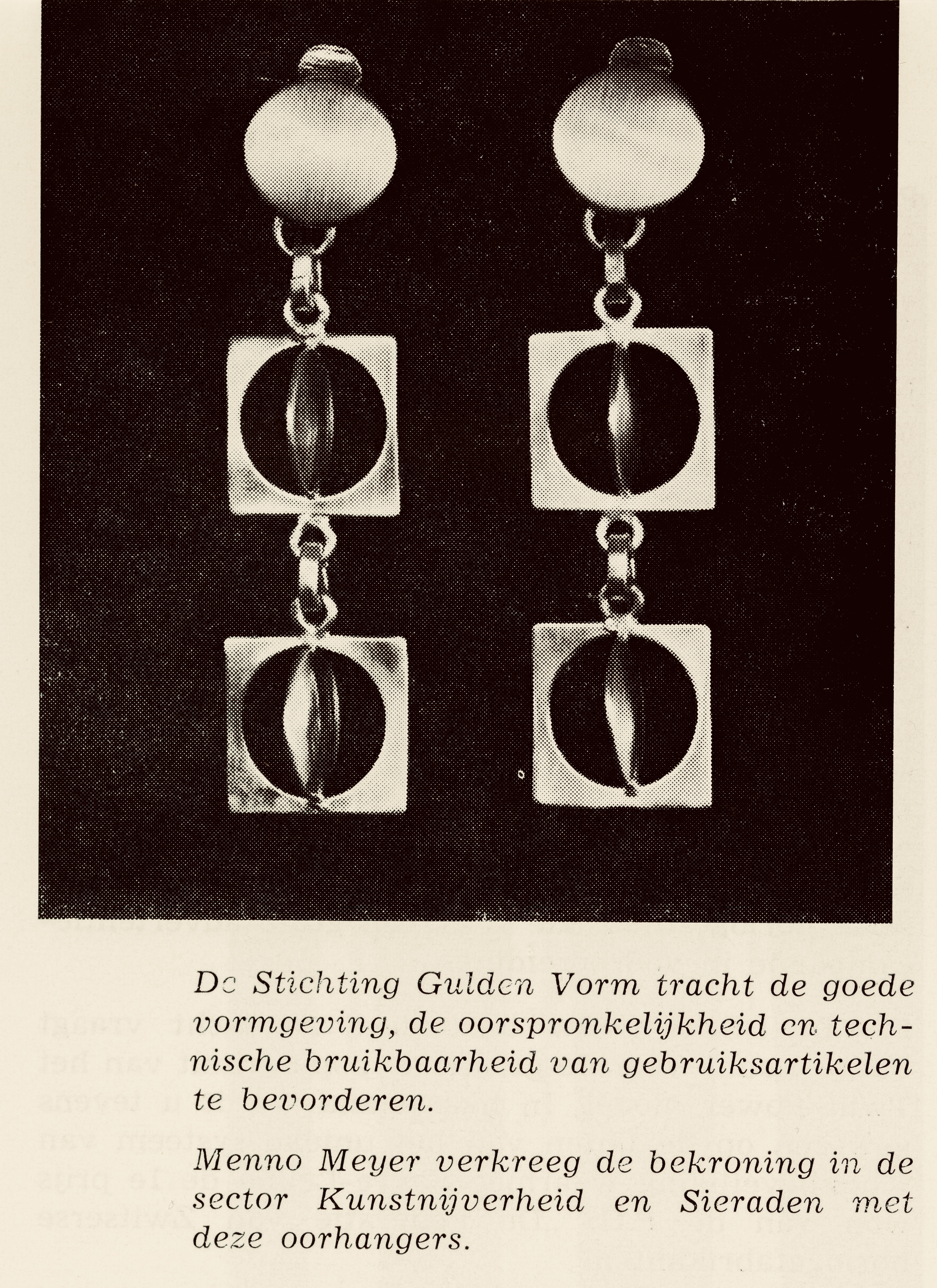
Winnend ontwerp Gulden Vorm Prijs, 1967
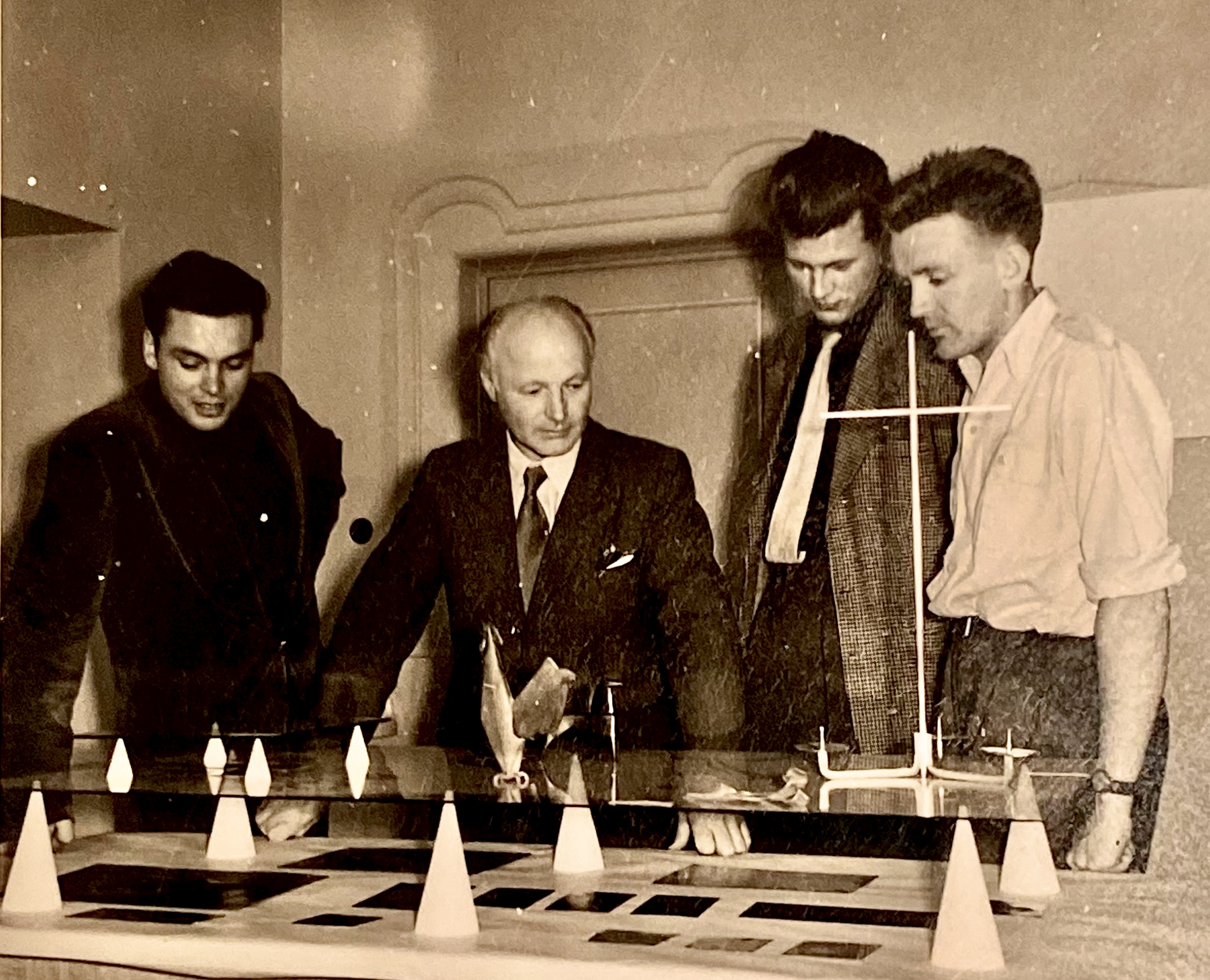
Meyer (L) met Prof. Richard Anke aan de Fachhochschule Pforzheim, ca. 1955
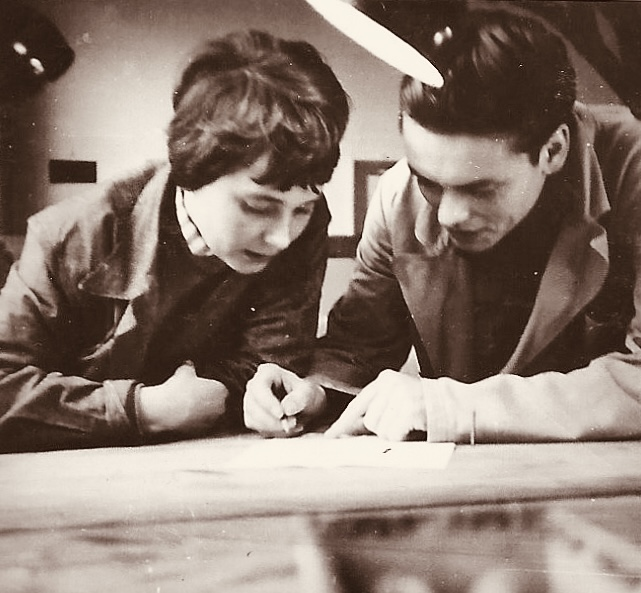
Met partner Helma Winter, ca. 1963
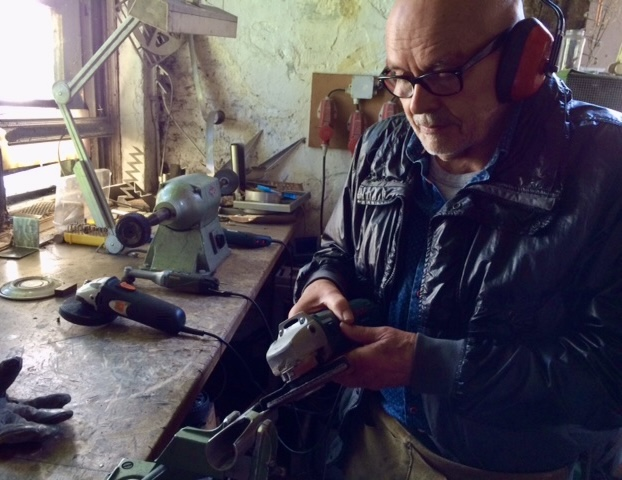
Menno Meyer in zijn Atelier "Het Tapijthuis", 2010